# Olympische Sommerspiele 1968/Teilnehmer (Chile)
| Gelbes Symbol für Goldmedaillen mit stilisierten Olympischen Ringen | Graues Symbol für Silbermedaillen mit stilisierten Olympischen Ringen | Braundes Symbol für Bronzemedaillen mit stilisierten Olympischen Ringen |
| ------------------------------------------------------------------- | --------------------------------------------------------------------- | ----------------------------------------------------------------------- |
| —                                                                   | —                                                                     | —                                                                       |

Chile nahm an den Olympischen Sommerspielen 1968 in Mexiko-Stadt mit einer Delegation von 21 Sportlern (19 Männer und zwei Frauen) teil.

## Teilnehmer nach Sportarten

### Boxen
- Guillermo Velásquez
Bantamgewicht: 33. Platz

- Luis Muñoz
Leichtgewicht: 17. Platz

- Enrique González
Halbweltergewicht: 17. Platz

- Luis González
Weltergewicht: 17. Platz

- Honorio Borquez
Halbmittelgewicht: 17. Platz

- Misael Vilugron
Mittelgewicht: 16. Platz

### Leichtathletik
- Iván Moreno
100 Meter: Halbfinale
200 Meter: Halbfinale

- Jorge Grosser
1500 Meter: Halbfinale

- Ezequiel Baeza
Marathon: 36. Platz

- Patricio Saavedra
110 Meter Hürden: Vorläufe

- Juan Santiago Gordón
400 Meter Hürden: Vorläufe

- Rolf Hoppe
Speerwurf: 24. Platz in der Qualifikation

- Carlota Ulloa
Frauen, 80 Meter Hürden: Vorläufe

- Rosa Molina
Frauen, Kugelstoßen: 12. Platz

### Reiten
- Guillermo Squella
Dressur, Einzel: 16. Platz
Dressur, Mannschaft: 6. Platz

- Antonio Piraíno
Dressur, Einzel: 20. Platz
Dressur, Mannschaft: 6. Platz

- Patricio Escudero
Dressur, Einzel: 22. Platz
Dressur, Mannschaft: 6. Platz

### Schießen
- Juan Enrique Lira
Trap: 15. Platz

- Pedro Estay
Trap: 20. Platz

- Nicolas Atalah
Skeet: 6. Platz

- Jorge Jottar
Skeet: 7. Platz